# Борнейска котка
Борнейската котка (Catopuma badia) е хищник от семейство Коткови от рода на Азиатската златна котка, но различните автори я отнасят към родовете Felis, Profelis, Pardofelis или я отделят в самостоятелен род Badiofelis.

## Физическа характеристика
Борнейската котка достига на дължина около 55 cm, а опашката ѝ е дълга 35 cm. Тежи само 2 до 4,5 кг. Козината ѝ е червеникаво-кафява на цвят, но се срещат и сиви екземпляри.

## Разпространение
Среща се само на о-в Борнео.

## Начин на живот и хранене
За тази котка не се знае почти нищо защото е много рядка. До 1998 г. дори не е заснемана с фотоапарат в естествената ѝ среда. Обитава гъсти дъждовни гори и скалисти местности в близост до реки или мангрови блата. Ловува предимно нощем, като нейна плячка са различни птици, гризачи, по всяка вероятност маймуни.

## Природозащитен статус
Борнейската котка е вписана в Червения списък на световнозатрашените видове на IUCN като застрашен вид.